# 汤姆·福特 (斯诺克运动员)
汤姆·福特（英語：Tom Ford，1983年8月17日—）是来自英格兰中部地区的职业斯诺克选手。